# Scotogramma campestris
Scotogramma campestris là một loài bướm đêm trong họ Noctuidae.